# POLR2J
 Субъединица RPB11 ДНК-управляемой РНК-полимеразы II  — фермент, кодируемый у человека геном  POLR2J .

## Функция
Этот ген кодирует субъединицу РНК-полимеразы II, полимеразы, ответственной за синтез РНК у эукариот. Продукт этого гена существует в виде гетеродимера с другими полимеразными субъединицами; вместе они образуют основной блок полимеразы. Два аналогичных гена расположены рядом на хромосоме 7q22.1 и псевдоген находится на хромосоме 7p13.

## Взаимодействия
POLR2J, как было выявлено, взаимодействуют с:
- Apoptosis antagonizing transcription factor[англ.],[2]
- POLR2C,[3][4]
- SATB1.[5]